# ジーン・クルーパ
ジーン・クルーパ（Gene Krupa、本名：Eugene Bertram Krupa、1909年1月15日 - 1973年10月16日）は、アメリカ合衆国のジャズ・ドラマー。
スウィング期を代表する名ドラマーであり、それまで伴奏楽器とみなされていたドラムスにスター性をもたらした、ジャズ・ドラム史における最も偉大なドラマーのひとり。その影響はジャズ界だけにとどまらず、リンゴ・スター、ザ・ベンチャーズのメル・テイラー、レッド・ツェッペリンのジョン・ボーナム、カーマイン・アピス、キッスのピーター・クリスといったロック・ドラミングのパイオニアたちが、クルーパを憧れの対象とした。

## 来歴

### 生い立ち・デビュー
1909年1月15日、クルーパはイリノイ州シカゴに9人きょうだい（2人の姉、6人の兄）の末っ子として生まれた。父親はポーランドからの移民、母親もポーランド移民の子孫だった。幼少からサックスや打楽器などに親しみ、先輩のデイブ・タフに連れられてルイ・アームストロング楽団のドラマー、ベイビー・ドッズ、ズティ・シングルトンなどに師事し、ニューオーリンズ・スタイルのドラミングを身に付けた。ドラムスを選んだのは、アルバイトで稼いだ賃金で買える楽器のうち、一番安価なものであったからだという。
1927年の初め、クラリネット奏者のメズ・メズロウに彼の楽団への参加を請われて、メジャー活動を開始する。1929年から1930年にかけて、エディ・コンドンのバンドや、「レッド・ニコルズ・アンド・ヒズ・ファイヴ・ペニーズ」といったディキシー・スタイルのバンドを中心に活動の幅を広げ、次第にその実力を知られるようになる。

### ベニー・グッドマン楽団
1934年12月、かねて交流のあった、同じシカゴ出身のベニー・グッドマンに誘われ、ベニー・グッドマン楽団に参加。1935年、ジャズ史では伝説として語られる、ロサンゼルスのパロマー・ボールルームでの演奏では、ベニー・グッドマン楽団としての大成功はもとより、エキサイティングなクルーパのドラミングが注目され、一躍スター・ドラマーとなる。
クルーパは同楽団で数々の名演を残すが、中でも「シング・シング・シング」でのプリミティブでアフリカ的な激しいドラム・ソロ（独奏）は、クルーパの代名詞ともいえる演奏であり、ジャズにおけるこれまでのドラムの位置づけをくつがえす一大センセーショナルを巻き起こした。そして、それまでサイド楽器としての扱いに過ぎなかったドラムを、フロントマン的なスター楽器として確立させた。
クルーパはルックスもよかったことから、アイドル的な人気を博し、映画などにも出演した。

### 独立、その後の苦境
1938年には、自身のリーダー・バンド「ジーン・クルーパ楽団」を結成し、若き才能の発掘に務めた（後述）。
1943年、クルーパは大麻所持の疑いをかけられて投獄され、楽団解散の憂き目に遭う。彼の失態を聞きつけた元妻（1941年離婚）のエセルは、かつてクルーパが支払った慰謝料10万ドルの小切手をそっくりそのまま彼に手渡し、復縁した。同年、グッドマン楽団に再参加し、1943年-1944年にはトミー・ドーシー楽団に参加。1944年から1951年にかけ、再び自身のバンドを率いたが、商業的にはかつての勢いを取り戻すことは難しくなった。
楽団のメンバーであったバディ・デフランコはのちに、「彼は非常に冷静かつ人間的にもいい人だったので、事件（冤罪）はとても悲しいことであった」と語っている。激しい競争音楽社会において、濡れ衣を着せることによる蹴落としはクルーパのみならず多く、同楽団から独立したアニタ・オデイもはめられたと語っている（もっとも彼女は薬はやっていたと自身で語っている）。

### クラシック音楽への挑戦・晩年
第二次世界大戦後はRCAにビッグバンド編成での録音を残したが、すぐに小編成（コンボ）での活動を再開した。
1950年代後半、クルーパは、レギュラーでのライブ・ツアーのかたわら、ラヴェル、リムスキー＝コルサコフ、エドワード・マクダウェル、ベートーヴェンなどのクラシック音楽のスコアに取り組んだ。レコーディングを行ったが、発売にはいたらなかった。この頃のクルーパは、友人レナード・バーンスタインと「ジャズは交響曲に影響を与えたか?」というテーマの対談を行い、クルーパは「決して影響は与えていない」とした一方、バーンスタインは「確かに影響を与えている」と語った。
後年、クルーパは心臓病を患ったことで激しいプレイができなくなり、演奏活動を縮小する。病気と戦いながら、テレビ出演、ドラム・バトル企画などをなんとかこなした。1972年に行われたルイ・アームストロング追悼コンサートでは「オリジナル・ベニー・グッドマン・カルテット（実際はジョージ・デュヴィヴィエが加わってのクインテット）」として恩師グッドマンとの再演を果たし、カウント・ベイシー、デューク・エリントン、ディジー・ガレスピー、デイヴ・ブルーベックなど大物が居並ぶ中、その日の出演者唯一のスタンディングオベーションを沸き起こした。
1973年10月16日、白血病によりニューヨークで死去。

## プレイスタイル・評価
スウィング・ジャズ期の黄金時代に活躍したドラマーであるが、プレイスタイルはニューオーリンズ・ジャズやディキシーランド・ジャズがベースになっており、そこにドライブ感あふれるスウィングのノリが加わることで、独特の雰囲気を作り上げている。
手数や技巧に走るタイプではなく、演奏はシンプルであるが、ソロを取ってもバンドをドライブさせても超一級品の、バランスのいいプレイヤーである。ドラム・ソロのイメージが強いが、レコーディングではバディ・リッチやルイ・ベルソン等と比べると、ソロは少なく控えめである。ただし、バッキングをしているだけでもその存在感は相当なものがあり、フィルインでのシンプルなスネアのアクセントや、バスドラムの一発だけで聴衆を沸かすことができる強烈な魅力を持つ。
音楽理論は、レッド・ニコルズ楽団にいたグレン・ミラーに、4分音符・8分音符といった基礎の基礎から教わった。また、新しいフレーズはいつも彼に歌ってもらってから頭に入るまで練習したという。
キャリア初期は4分音符でライドし、2拍・4拍のバックビートはスネアの上を軽いプレスで転がし、シングル・ストローク・ロールによるアクセントを利用したリズムが持ち味だったが、のちにニューヨークへ戻り、ドラムテクニックを一から見直す修行をしたという。昼間は練習パッドで7時間程度の個人練習を行い、夜にはステージでソニー・グリアなどの優れたドラマーや、タップダンサーを見て勉強し、自分のスタイルを作っていった。
クルーパは、世界で初めてタムタムやバスドラムを録音に使用したことでも知られる。ドラムに対して非常に研究心旺盛であったといわれており、アフリカにおける太鼓のルーツも熱心に調査していたとされる。
ツアーの際は、ドラムセットを収める8個のトランク以外に、本番で急に故障が出た場合に備え、ドラムセット応急補修用の小道具や代替部品を入れた箱と、着替えの下着類を詰めた大きなスーツケースを持ち運び、常にそばに置いていた。特に後者は、演奏が終わると頭の先からつま先まで全身汗だくになるので、1ステージごとに着替える必要があるためだった。
1990年頃、日本ジーン・クルーパ協会の電話インタビューに対してジョージ川口は、日本においてクルーパのレコードの販売数や人気が同時代のベニー・グッドマン、カウント・ベイシー、デューク・エリントン、ウディ・ハーマン、チャーリー・バーネット、グレン・ミラーなどと比べて低くとどまっている実情について、「ビッグバンドのカラーが薄かったから」とし、「また日本ではトラディッショナル・モダン問わず、マイルス、コルトレーン等、進化型のミュージシャンが圧倒的に人気がある事も理由だね」と指摘している。
マイルス・デイヴィスらとは対極的に、ライブでは常に観客の反応をよく観て演奏していたといわれる。
演奏中、出した音通りの表情を見せることでも知られた。

## 人物・エピソード

### 才能発掘
クルーパは、自身のバンドにおいて、ロイ・エルドリッジ（トランペット）、アニタ・オデイ（ボーカル）、バディ・デフランコ（クラリネット)、チャーリー・ヴェンチュラ（サクソフォーン)、レッド・ロドニー（トランペット）といった才能ある人材を発掘して高い人気を博し、バンド・リーダーとしても高い手腕を発揮した。このうちアニタ・オデイはクルーパの楽団に入る前、ベニー・グッドマンのオーディションを受けていたが、「歌に対する感性が足りない」と不採用になっていた。
クルーパのミュージシャンを見抜く目は、演奏スタイルの異なるプレイヤーにも敏感であり、来日時に演奏を耳にした秋吉敏子（ピアノ）について、「彼女はアメリカに連れて帰っても大成する」と言い切った。なお、秋吉はのちにクルーパと同じレコード会社、クレフ・レコード（ヴァーヴ・レコード傘下のレーベル）と契約し、レコーディングを行った。
人種差別の激しかった当時のアメリカ社会において、クルーパはグッドマン同様、人種に対する偏見を持たずに団員を採用していた。黒人であるロイ・エルドリッジは、出演先のホールで警備員に入館を拒否されるといった事態が発生することがしばしばあったが、そのたびクルーパが「うちの楽団のスターに失礼なことをするな」と警備員を叱ったという。

### 来日
クルーパは、1950年代に来日したアメリカのほかのジャズメンたち同様、日本に第一次ジャズ・ブームを生み出す火付け役となった。
1952年（昭和27年）4月19日、クルーパはチャーリー・ヴェンチュラ（サクソフォーン)、テディ・ナポレオン（ピアノ）とのトリオで初来日した。東京（銀座）、横浜、名古屋、大阪（梅田）での公演のほか、日本ビクターの築地スタジオで6曲のレコーディングを行った。レコーディングのスコアにはクルーパ楽団のヒット曲「ドラム・ブギ」のほか、日本の楽曲「荒城の月」および、「証城寺の狸囃子」が含まれていた。この録音はのちにSP盤とEP盤で発売された。
「証城寺の狸囃子」収録時、クルーパはスタッフに「タヌキ」という動物について詳しくたずねた（アメリカにタヌキは生息していないため）。プロデューサーの河野隆次は、曲の由来である「狸囃子」の絵本をクルーパに見せた。クルーパはタムの上に絵本を置き、15分ほど無言で考え込んだのち、「よし、思いついた! イントロはこれで行こう! テディ、これでどうだ?」と声を上げ、演奏をスタートさせた。タヌキがちょこまかと動く様子をテーマに入れ、ドラム・ソロではタヌキが腹づつみを打つイメージをシンプルに表現している。
ティンパニ奏者の小森宗太郎が、畑は違えど同じ打楽器奏者として話がしたい、と来日中のクルーパと対面した際、「ドラムとしてもバンドとしても完全無欠です」と感動を伝えた。クルーパは「私もティンパニを叩くことがある」と答えた。
クルーパは1953年（昭和28年）11月、ジャズ・アット・ザ・フィルハーモニック（JATP）の一員として2度目の来日を果たした。1964年（昭和39年）にはワールド・ジャズ・フェスティバル出演のため、自己のカルテットで3度目の来日をした。このとき東京のジャズ・クラブ「ハト」でセッションを行っている。

### ほかのドラマーとの関係
- 同時期に活躍した名ドラマー、バディ・リッチとライバル的に扱われることが多かった。私生活でも、クルーパとリッチは恋人を取り合うなど（リッチの妻はクルーパの元恋人）ライバル同士であったが、友情は厚かったという。クルーパは年下のリッチと、たびたびライブやレコーディングで共演を行った。リッチの死亡記事[要出典]によると、リッチのお気に入りレコード3枚の中に、クルーパとのドラムバトルのレコードが含まれていたという。
- 幼少時からクルーパを憧れのドラマーとして尊敬していたピーター・クリスは、キッスに加入する前の下積み時代にクルーパと同じステージに立つ機会があり、そのとき直接テクニックを教わった。
- ドラムセットメーカーのスリンガーランド社が彼の名を冠する「ジーン・クルーパ・ドラム・コンテスト」を主催し、ジャズ界ではルイ・ベルソン、ミッキー・シーン（英語版）などが優勝した。
- セロニアス・モンク（ピアノ）のバンドのドラマーであったダニー・リッチモンドを高く支持、スリンガーランド社に彼を推薦するなど、支援した。
- 「シング・シング・シング」におけるクルーパのドラムは、日本でもジョージ川口や猪俣猛といった、日本ジャズ界の黎明期のドラマー達に多大な影響を与えた。日本のジャズ・ドラマーで第21回日本レコード大賞プレイヤー賞を受賞した泉君男はクルーパと共演している。

## ディスコグラフィ

### リーダー・アルバム
- Drummin' With Krupa (1946年、Columbia)
- Gene Krupa And His Orchestra (1947年、Columbia)
- Gene Krupa (1948年、Columbia)
- Gene Krupa Plays "Fats" Waller For Dancing (1950年、Columbia)
- The Original Drum Battle (1952年、Verve)
- The Drum Battle (1952年、Verve) ※with バディ・リッチ
- Timme Rosenkrantz' 1945 Concert Vol. 3 (1953年、Commodore)
- 『ジ・エキサイティング・ジーン・クルーパ』 - The Exciting Gene Krupa (1953年)
- Sing, Sing, Sing (1954年、Verve)
- The Driving Gene Krupa (1954年、Verve)
- The Gene Krupa Sextet #1 (1954年、Clef)
- 『ジーン・クルーパ・セクステット』 - The Gene Krupa Sextet #2 (1954年、Clef)
- 『ジーン・クルーパ・セクステット#3』 - The Gene Krupa Sextet Album #3 (1954年、Clef)
- The Jazz Rhythms of Gene Krupa (1955年、Verve)
- 『ジーン・クルーパ〜ライオネル・ハンプトン〜テディ・ウィルソン』 - Gene Krupa - Lionel Hampton - Teddy Wilson (1955年、Verve)
- The Gene Krupa Quartet (1955年、Clef)
- 『ドラマー・マン』 - Drummer Man (1956年、Verve)
- 『クルーパ・アンド・リッチ』 - Krupa and Rich (1956年、Verve) ※with バディ・リッチ
- Krupa Rocks (1957年、Verve)
- 『スイング・ウィズ・クルーパ』 - Mutiny In The Parlor (1958年、RCA Camden)
- 『ビッグ・ノイズ・フロム・ウィネトカ』 - Big Noise from Winnetka (1959年、Commodore)
- 『ジーン・クルーパ・プレイズ・ジェリー・マリガン・アレンジメンツ』 - Plays Gerry Mulligan Arrangements (1959年、Verve)
- Hey...Here's Gene Krupa (1959年、Verve)
- The Gene Krupa Story (1959年、Verve) ※with アニタ・オデイ、レッド・ニコルス
- Percussion King (1961年、Verve)
- 『バーニン・ビート』 - Burnin' Beat (1962年、Verve) ※with バディ・リッチ
- 『クルーパ対ベルスン/ドラムの決闘』 - The Mighty Two  (1963年、Roulette) ※with ルイ・ベルソン
- 『ドラム王 ジーン・クルーパ』 - The Great New Gene Krupa Quartet Featuring Charlie Ventura (1964年、Verve)
- 『ジャズ・アット・ザ・ニュー・スクール』 - Jazz at the New School (1972年、Chiaroscuro) ※with エディ・コンドン[1]

### 参加アルバム
ベニー・グッドマン
- Live at Carnegie Hall (1938) (1950年)
- The Benny Goodman Story, Vols. 1–2 (1955年)
- The King of Swing, Vol. 2 (1956年)
- Trio Quartet Quintet (1956年)
- The Complete RCA Victor Small Group Recordings (1997年、RCA Victor) ※1935年–1939年録音